# Альяніко

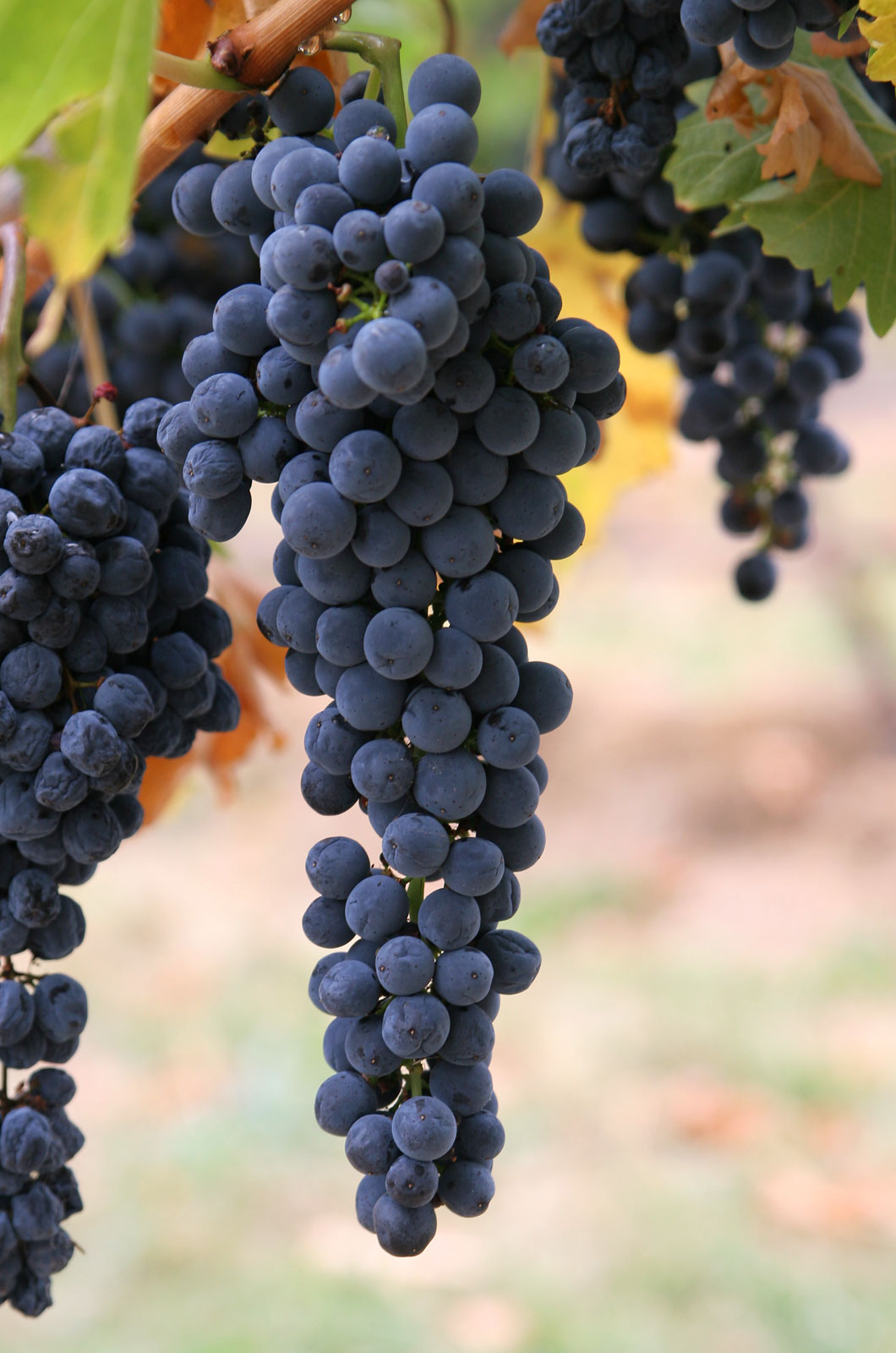

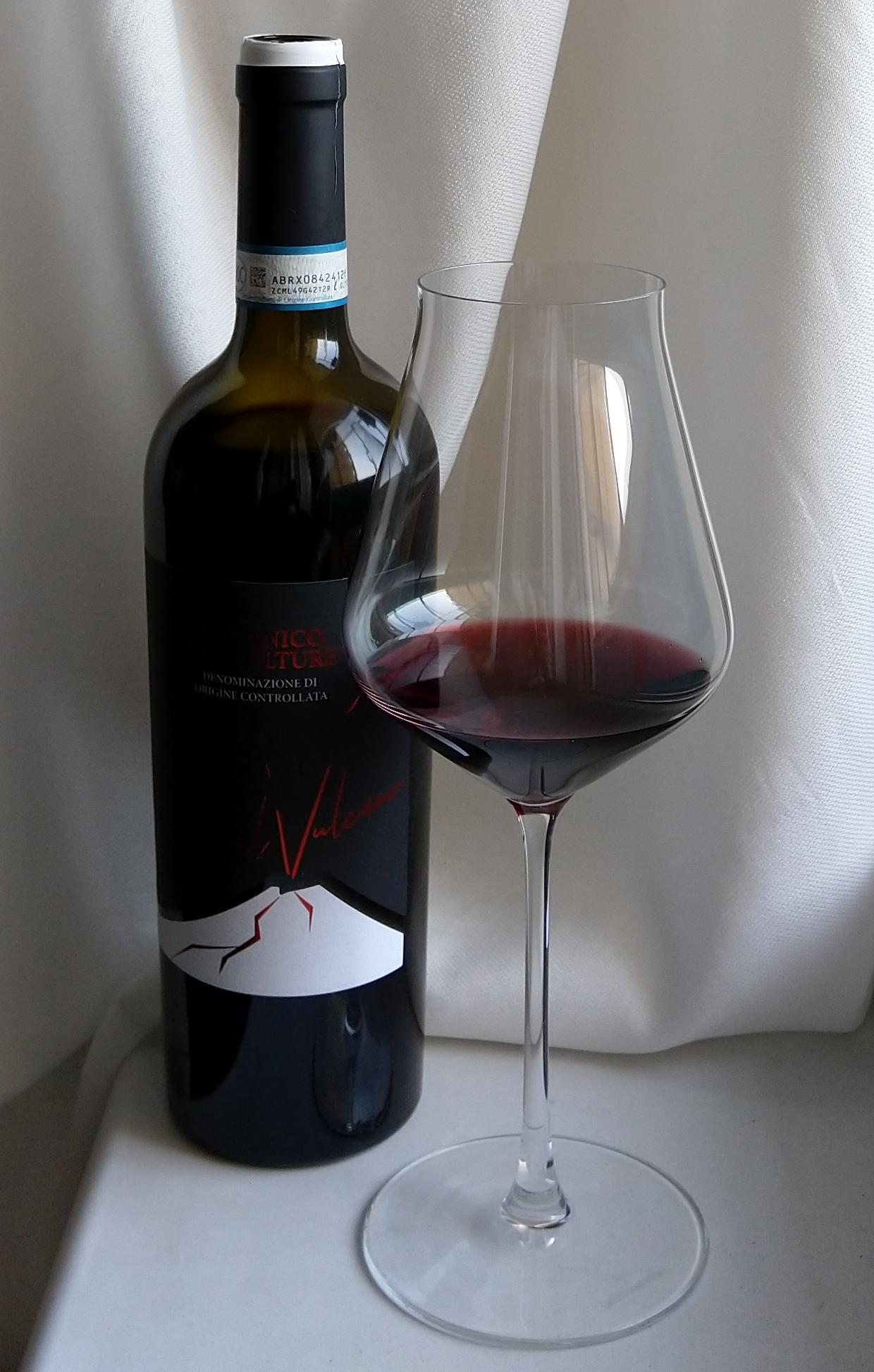
Вино Aglianico del Vulture

Альяніко — сорт чорного винограду, який вирощується у південних регіонах Італії, (переважно Базиліката і Кампанія) і використовується для виробництва червоних вин. До Італії лоза була привезена з Греції поселенцями.

## Географія
Відносять до еколого-географічної групи західноєвропейських сортів винограду. Цей сорт є одним з давніх виноградних різновидів, він був відомий людям ще в VII—VI ст. до н. е. (згадки можна знайти й у творах давньоримського поета Горація). Пліній Старший також згадує його. Вирощують в основному в південній Італії, в регіонах Кампанія, Базиліката та Апулія. Популярний і в Греції.

## Основні характеристики
Сила росту лози сильна. Листя середнє, п'ятилопатеве. У листя густе опушення на нижній поверхні. Гроно середнє витягнуте. Ягоди середньої й мілкої величини, блакитні. Урожайність цього сорту винограду сильно залежать від умов, але, як правило, не висока. Належить до сортів пізнього періоду дозрівання. Сорт стійкий до посух.

## Застосування
Сорт слугує основою у виробництві вин: сухих і столових. Найвідоміше вино із даного сорту — Тауразі. Сорт дає вина насиченого глибокого червоного кольору.

## Синоніми
Носить також наступні назви: Aglianichella, Aglianico del Taburno, Aglianico di Taurasi, Aglianico del Vulture, Aglianico Femminile, Aglianico Mascolino, Aglianico Nero, Aglianico Tringarulo, Aglianico Zerpoluso, Aglianicuccia, Agliano, Agnanico, Agnanico di Castellaneta, Cascavoglia, Cerasole, Ellanico, Ellenico, Fresella, Gagliano, Ghiandara, Ghianna, Ghiannara, Glianica, Gnanico, Olivella di San Cosmo, Ruopolo, Sprierna, Tringarulo, Uva dei Cani, Uva di Castellaneta.